# قسطاكي الحمصي
قسطاكي بن يوسف بن بطرس بن يوسف بن ميخائيل الحمصي (4 شباط / فبراير 1858-9 آذار / مارس 1941) شاعر، من الكتاب النقاد. من أهل حلب، مولداً ووفاة. أصله من حمص، هاجر أحد جدوده (الخوري إبراهيم مسعد) إلى حلب في النصف الأول من القرن السادس عشر للميلاد، ولزمته النسبة إلى حمص كما لزمت سلالته، ومنها الآن في دمشق والقاهرة ومرسيليا وباريس ولندن، وتعلم قسطاكي في أحد كتاتيب الروم الكاثوليك ثم بمدرسة الرهبان الفرنسيسكان (نسبة إلى مار فرنسيس) ولم يمكث في هذه أكثر من 15 شهراً، وانصرف إلى التجارة. وجمع ثروة كبيرة. وقرأ علوم العربية على بعض المعلمين في أوقات فراغه. وزار مرسيليا وباريس مرات عكف في خلالها على درس اللغة الفرنسية فأحسنها، وقرأ كثيراً من أدب العربية، قال عن نفسه في رسالة بعث بها إلى الزركلي: «كان لا يطالع غير كتب الفصحاء، حتى صار يأبى قراءة كتب غيرهم أشد الإباء». وترك التجارة سنة 1905 م، فأكثر من الرحلات إلى فرنسا وإنجلترا وإيطاليا والقسطنطينية ومصر.
وصنّف أفضل كتبه منهل الورّاد في علم الانتقاد وهو في ثلاثة أجزاء. ونشر كثيراً من الفصول في عدد من الصحف والمجلات. وله كتاب «السحر الحلال في شعر الدلال» في سيرة خاله جبرائيل الدلال، وأدباء حلب ذوو الأثر في القرن التاسع عشر، و«مجموع رسائل وخطب ومقالات في أغراض شتى» لم يطبع، وديوان شعر كبير، و«مجموع أغان» من تأليفه. وكان من أعضاء المجمع العلمي العربي بدمشق. وشعره تغلب عليه جودة الصنعة، وفي بعضه رقة وحلاوة.

## وصلات خارجية
- قسطاكي الحمصي على موقع موسوعة الديوان الشعرية
- قسطاكي الحمصي على موقع أرشيف الشارخ
- قسطاكي الحمصي على موقع المكتبة المفتوحة (الإنجليزية)